# Chalcorectis argoplecta
Chalcorectis argoplecta är en fjärilsart som beskrevs av Edward Meyrick 1937. Chalcorectis argoplecta ingår i släktet Chalcorectis och familjen praktmalar, Oecophoridae. Inga underarter finns listade i Catalogue of Life.